# سال کبیسه (فیلم ۲۰۱۰)
سال کبیسه (انگلیسی: Leap Year) فیلمی در ژانر کمدی رمانتیک به کارگردانی آناند تاکر، گری باربر، راجر برنبام، و جاناتان گلیکمن است که در سال ۲۰۱۰ منتشر شد.

## بازیگران
- ایمی آدامز در نقش آنا برادی
- متیو گود
- آدام اسکات
- جان لیسگو
- دومینیک مک الیگوت
- ایان مک‌الینی
- کیتلین اولسون